# Тілягд
Тілягд (рум. Tileagd) — село у повіті Біхор в Румунії. Адміністративний центр комуни Тілягд.
Село розташоване на відстані 420 км на північний захід від Бухареста, 21 км на схід від Ораді, 111 км на захід від Клуж-Напоки.

## Населення
За даними перепису населення 2002 року у селі проживали 3960 осіб.
Національний склад населення села:
| Національність | Кількість осіб | Відсоток |
| -------------- | -------------- | -------- |
| румуни         | 2374           | 59,9%    |
| угорці         | 1016           | 25,7%    |
| цигани         | 523            | 13,2%    |
| словаки        | 40             | 1,0%     |

Рідною мовою назвали:
| Мова      | Кількість осіб | Відсоток |
| --------- | -------------- | -------- |
| румунська | 2492           | 62,9%    |
| угорська  | 1002           | 25,3%    |
| циганська | 419            | 10,6%    |
| словацька | 40             | 1,0%     |